# Phil Johnston

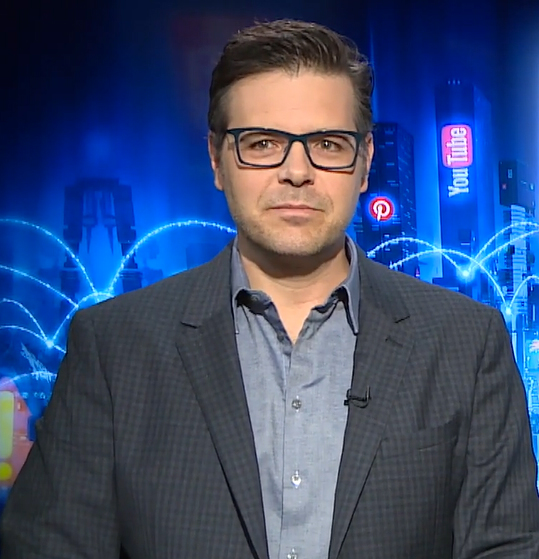
Phil Johnston im Jahr 2018

Phil Johnston (* 26. Oktober 1971 in Hennepin County, Minnesota) ist ein US-amerikanischer Drehbuchautor, Filmregisseur und Filmproduzent.

## Leben
Phil Johnston begann seine Karriere als Reporter und Wettermoderator im Nordwesten der Vereinigten Staaten. Nach zehn Jahren beschloss er seine Profession zu ändern. Er zog nach New York City und beteiligte sich am Filmprogramm der Columbia University. Sein Abschlussfilm war der Kurzfilm Flightless Bird.
Anschließend schrieb er einige Drehbücher, die jedoch nicht verfilmt wurden. Jeremy Orm Is a Pervert, ein Drehbuch über einen Priestersohn, der Pornografie verkauft und so die Karriere seines Vaters ruiniert, befand sich in der Pre-Production bei ThinkFilm, wurde dann jedoch nicht fertiggestellt, weil die Produktionsgesellschaft insolvent ging.
2010 wurde mit Willkommen in Cedar Rapids sein erstes Drehbuch verfilmt. Der Durchbruch erfolgte 2012 mit Ralph reichts. 2014 wurde auch Furchtbar fröhliche Weihnachten verfilmt, sein erstes Drehbuch. Es folgte Zoomania (2016) und Der Spion und sein Bruder (2016).
2018 war er zusammen mit Rich Moore Regisseur von Chaos im Netz und erhielt bei der Oscarverleihung 2019 eine Oscar-Nominierung für den besten Animationsfilm.

## Filmografie
| Jahr | Film                                                         | Rolle                                        |
| ---- | ------------------------------------------------------------ | -------------------------------------------- |
| 2004 | A Thousand Words (Kurzfilm)                                  | Regisseur, Drehbuchautor, Produzent, Schnitt |
| 2005 | Two Men (Kurzfilm)                                           | Produzent                                    |
| 2005 | Rupture (Kurzfilm)                                           | Chet Rimson (Radiosprecher)                  |
| 2005 | Flightless Birds (Kurzfilm)                                  | Regisseur, Drehbuchautor, Produzent, Schnitt |
| 2006 | The Night Listener – Der nächtliche Lauscher                 | Assistent für Patrick Stettner               |
| 2007 | Bomb (Kurzfilm)                                              | Produzent                                    |
| 2007 | Wilde Unschuld (Savage Grace)                                | Recherche                                    |
| 2010 | Ghosts/Aliens                                                | Drehbuchautor, Filmproduzent                 |
| 2011 | Willkommen in Cedar Rapids (Cedar Rapids)                    | Drehbuchautor                                |
| 2012 | Ralph reichts (Wreck-It Ralph)                               | Story, Drehbuchautor, Stimme                 |
| 2013 | Garlan Hulse: Where Potential Lives                          | Produzent, Garlan Hulse                      |
| 2014 | Furchtbar fröhliche Weihnachten (A Merry Friggin' Christmas) | Drehbuchautor (Pseudonym: Michael Brown)     |
| 2016 | Zoomania (Zootopia)                                          | Story, Drehbuchautor, Stimme                 |
| 2016 | Der Spion und sein Bruder (Grimsby)                          | Story, Drehbuchautor, Produzent              |
| 2018 | Chaos im Netz (Ralph Breaks the Internet)                    | Regie (mit Rich Moore), Story, Drehbuchautor |

## Auszeichnungen
| Jahr | Auszeichnung                                         | Kategorie                                                              | Film                       | Resultat  |
| ---- | ---------------------------------------------------- | ---------------------------------------------------------------------- | -------------------------- | --------- |
| 2004 | WorldFest Houston                                    | Independent Student Film & Videos - Graduate Level Student Productions | A Thousand Words           | Sieg      |
| 2012 | Independent Spirit Awards                            | Best First Screenplay                                                  | Willkommen in Cedar Rapids | Nominiert |
| 2013 | Annie Awards                                         | Writing in an Animated Feature Production                              | Ralph reichts              | Sieg      |
| 2017 | Annie Awards                                         | Writing in an Animated Feature Production                              | Zoomania                   | Sieg      |
| 2017 | Science Fiction and Fantasy Writers of America       | Ray Bradbury Award                                                     | Zoomania                   | Nominiert |
| 2018 | Chicago Film Critics Association Awards              | Best Animated Feature                                                  | Ralph reichts              | Nominiert |
| 2018 | Detroit Film Critics Society                         | Best Animated Feature                                                  | Ralph reichts              | Nominiert |
| 2018 | Washington D.C. Area Film Critics Association Awards | Best Animated Feature                                                  | Ralph reichts              | Nominiert |
| 2019 | Golden Globe Awards                                  | Best Animated Feature Film                                             | Chaos im Netz              | Nominiert |
| 2019 | Alliance of Women Film Journalists                   | Best Animated Feature Film                                             | Chaos im Netz              | Nominiert |
| 2019 | Critics’ Choice Awards                               | Best Animated Feature                                                  | Chaos im Netz              | Nominiert |
| 2019 | Annie Awards                                         | Annie Award for Directing in a Feature Production                      | Chaos im Netz              | Nominiert |
| 2019 | Annie Awards                                         | Annie Award for Music in a Feature Production                          | Chaos im Netz              | Nominiert |
| 2019 | Annie Awards                                         | Annie Award for Writing in a Feature Production                        | Chaos im Netz              | Nominiert |
| 2019 | Satellite Awards                                     | Best Animated or Mixed Media Feature                                   | Chaos im Netz              | Nominiert |
| 2019 | Oscarverleihung                                      | Best Animated Feature                                                  | Chaos im Netz              |           |